# Viknäs
Viknäs (finska:Viikinäinen ) är en stadsdel i staden Björneborg i Finland. Den har också nummer 69. Viknäs finns i västra Björneborg, mellan teknologicentret Pripoli och Petnäs  i Lillraumo. Stadsdelen präglas av låg bebyggelse med villor, radhus. Området blev en egen stadsdel 2001. Området Viknäs gränsar i öster till Pripoli-området vid Tekniska högskolan och Teknikcentret, i söder till Länsiväylä (Västerleden) och Professorintie (Professorsvägen), i väster till Petnäs och i norr av åkrarna längs Mäntyluodontie (Tallholmsvägen) . Området är alltså ganska stort.
Lokalt förknippas Viknäs mest Pelle Millionas skjul. Lagerbyggnaden vid Professorsvägen ägdes av staden. På väggen målades   "Pelle Miljoona Oy" i slutet av 1970-talet. Där föddes smeknamet. Sommaren 2004 brann lagrettner till grunden men genast efter branden uppfördes ett minnesmärke i trä vid brandresterna. och fick ett monument strax efter att hon brann. Gatan där lagret stod heter numera  Pelle Miljonas väg.